# Universitätsverlag Winter
Universitätsverlag Winter (également Winter Verlag, anciennement Universitätsverlag Carl Winter ou Verlag C. Winter, opérant sous le nom Universitätsverlag Winter GmbH Heidelberg depuis 2002) est une maison d'édition allemande spécialisée dans les publications scientifiques; Elle est établie à Heidelberg, dans le Bade-Wurtemberg.

## Histoire
L'histoire de l'entreprise remonte au début du XIXe siècle avec la fondation d'une librairie en 1805 par Jacob Christian Benjamin Mohr (1778-1854) et Johann Georg Zimmer (1777-1853). La librairie fonctionne jusqu'en 1815 sous le nom "Akademische Buchhandlung Mohr & Zimmer" avec l'autorisation du conseil académique de l'Université de Heidelberg. Pendant ce temps, le programme d'édition est caractérisée par la relocalisation des œuvres du romantisme de Heidelberg (de) (Heidelberger Romantik), telles que les premières éditions de l'œuvre Des Knaben Wunderhorn d'Achim von Arnim. Après le départ de Zimmer, Christian Friedrich Winter (1773–1858) prend sa place en tant qu'associé sous la raison sociale « Akademischen Buchhandlung Mohr & Winter ». Mohr et Winter se séparent en 1822. Winter continue de diriger seul son entreprise, de sorte que l'entreprise reste familiale pendant les 170 années suivantes jusqu'en 1992. Mohr poursuit sa propre entreprise d'édition (voir aussi Mohr Siebeck Verlag).
Les directeurs généraux sont Andreas Barth et Theo Schuster.